# Gustav von Epstein

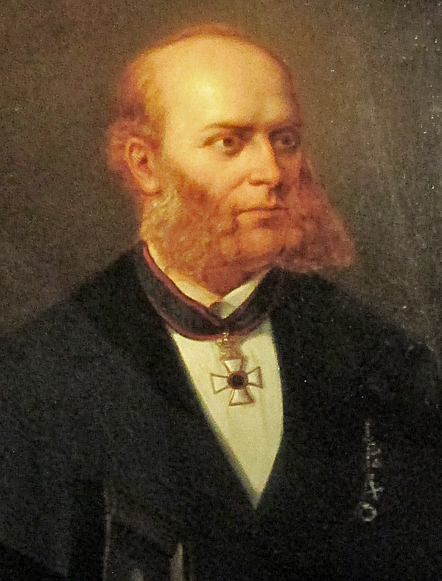
Gustav Ritter von Epstein, Gemälde eines unbekannten Künstlers um 1870

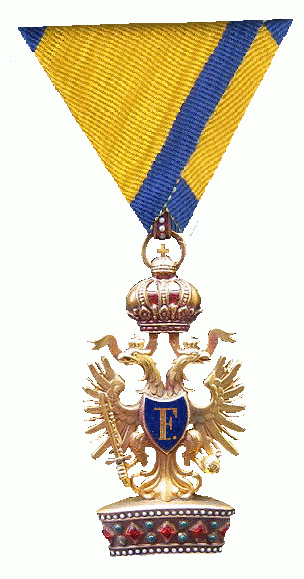
Orden der Eisernen Krone III. Klasse

Gustav Epstein, ab 1866 Gustav Ritter von Epstein (geboren am 10. April 1828 in Prag; gestorben am 23. September 1879 in Wien) war ein österreichischer Industrieller und Bankier. Er ließ an der Wiener Ringstraße das Palais Epstein erbauen sowie in Baden bei Wien die Villa Epstein (ab 1874 lokal Rainer-Villa).

## Leben
Gustav Epstein war geboren als viertes von acht Kinder des Prager Textilindustriellen, Großhändlers und Bankiers Lazar (Leopold) Epstein (1799–1861) und seines Ehefrau Carolina. Dessen Vater war in den napoleonischen Kriegen reich geworden. Lazar Epstein eröffnete in den 1840er Jahren eine Zweigniederlassung in Wien und agierte zunehmend als Bankier.
Gustav Epstein wurde mit 21 Jahren Leiter der Baumwolldruckfabriken in Böhmen, mit 27 Prokurist im väterlichen Großhandel in Wien. Seine Frau Emilie entstammte der angesehenen Prager jüdischen Familie Wehle (Eltern: Leopold G. Wehle, † 6. September 1889, Alter: 80; Julie Wehle geb. Drosa, † 4. Juli 1876 in Karlsbad, Alter: 65). Nach dem Tod des Vaters verkaufte Gustav Epstein die väterliche Firma und gründete 1864 mit dem erlösten Geld in Wien die Bank Epstein. Im Krieg gegen Preußen 1866 unterstützte der kaisertreue Epstein die Anstrengungen der Donaumonarchie mit hohen Summen. Mit Entschließung vom 31. August 1866 wurde ihm von Kaiser Franz Joseph I. der Orden der Eisernen Krone III. Klasse verliehen. Damit verbunden war die Verleihung des erblichen Ritterstands.
Gustav Ritter von Epstein erwarb in der Folge den teuersten Baugrund der Ringstraße, das Grundstück neben dem Parlament, ließ sich von Theophil Hansen das prächtige Palais Epstein erbauen und entfaltete für einige Jahre eine weit gespannte öffentliche Tätigkeit als Börserat und Direktor der Österreichischen Nationalbank, Verwaltungsrat der Westbahn und Vorstandsmitglied verschiedener großer Baugesellschaften. Er war leitend in den Organisationen der Zucker-, Öl- und Papierindustrie tätig und übte hohe Positionen in Handelskammer und Gewerbeverein aus. Von 1867 bis zu seinem Tod saß er im Vorstand der Israelitischen Kultusgemeinde.

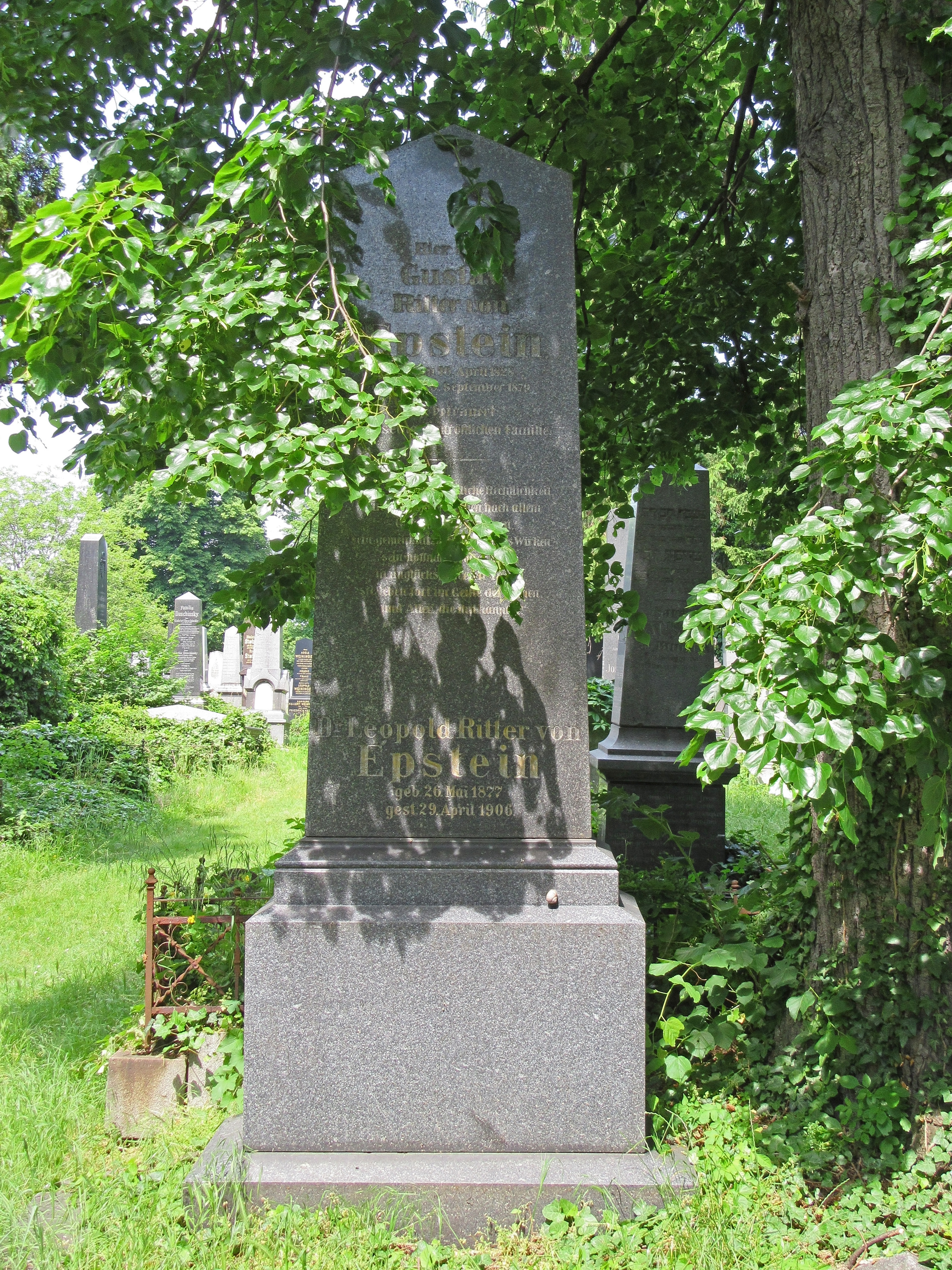
Grab von Gustav Ritter von Epstein auf dem Wiener Zentralfriedhof

Durch den Börsenkrach von 1873 wurde Epsteins Vermögen weitgehend zerstört. Am 26. Mai 1873 meldete die Neue Freie Presse den Todessprung Adolf Taussigs, Kassier des Bankhauses Epstein. Taussig hatte mit Geld aus Epsteins Kasse spekuliert. Ein Konkurs der Bank konnte mühsam vermieden werden, das Palais hielt Epstein mit Hilfe von Hypotheken bis zum Tod des schwerkranken 17-jährigen Sohnes Friedrich Joseph im Jänner 1876.
Gustav Ritter von Epstein starb im Alter von 51 Jahren an Kehlkopfkrebs und wurde in der alten israelitischen Abteilung des Wiener Zentralfriedhofs begraben.
Brigitte Hamann beschreibt Gustav Ritter von Epstein nach zeitgenössischen Quellen als:

„hochaufgeschossen und schlank, mit einem nach englischer Mode gestutzten Bart. Er ist ernst und feinnervig, von schwacher Gesundheit und mit stets sehr blasser Gesichtsfarbe. Ein weitgereister, vielsprachiger Mann von Bildung und großem Kunstinteresse, aber ein Mann, der sich für die Öffentlichkeit engagiert. Er schöpft sein Selbstbewusstsein nicht aus seinem Geld, sondern der öffentlichen Hochachtung, die ihm aus seinen Ämtern und zahlreichen Ehrenfunktionen erwächst“